# Teliamura
Teliamura é uma cidade e uma nagar panchayat no distrito de Tripura Ocidental, no estado indiano de Tripura.

## Demografia
Segundo o censo de 2001, Teliamura tinha uma população de 19 606 habitantes. Os indivíduos do sexo masculino constituem 51% da população e os do sexo feminino 49%. Teliamura tem uma taxa de literacia de 81%, superior à média nacional de 59,5%: a literacia no sexo masculino é de 85% e no sexo feminino é de 78%. Em Teliamura, 10% da população está abaixo dos 6 anos de idade.